# Haxhi Jusuf Banka
Haxhi Jusuf Banka (ur. 1864 w Tiranie, zm. 1 września 1944) – minister finansów Albanii w latach 1915-1916.

## Życiorys
26 listopada 1912 roku wziął udział w podniesieniu albańskiej flagi w Tiranie, dwa dni później ogłoszono niepodległość Albanii.
Od 27 maja 1915 do 27 stycznia 1916 był ministrem finansów Albanii. 29 grudnia 1918 roku został wybrany zastępcą prefekta okręgu Kavajë.